# Jésonville
Jésonville ist eine französische Gemeinde mit 151 Einwohnern (Stand: 1. Januar 2022) im Département Vosges der Region Grand Est. Sie gehört zum Arrondissement Neufchâteau und zum Kanton Darney. Die Bewohner werden Jésonvillois und Jésonvilloises genannt.

## Geografie
Jésonville liegt in der ehemaligen Region Lothringen etwa 15 Kilometer südöstlich von Vittel und etwa 27 Kilometer westlich von Épinal. Das Gemeindegebiet liegt teilweise im Einzugsgebiet des Rheins und teilweise im Einzugsgebiet der Rhône und wird vom Ruisseau de Bois le Saint, dem Ruisseau de Jesonville, dem Ruisseau de Joncey und dem Ruisseau de la Prairie entwässert. Über zwei Drittel des Gebiets der Gemeinde werden landwirtschaftlich genutzt. Umgeben wird Jésonville von den Nachbargemeinden Les Vallois im Norden, Lerrain im Osten, Escles im Süden, Belrupt im Südwesten, Dombasle-devant-Darney im Westen sowie Sans-Vallois im Nordwesten.

## Bevölkerungsentwicklung
| Jahr                       | 1962 | 1968 | 1975 | 1982 | 1990 | 1999 | 2011 | 2021 |
| -------------------------- | ---- | ---- | ---- | ---- | ---- | ---- | ---- | ---- |
| Einwohner                  | 169  | 135  | 123  | 109  | 107  | 110  | 135  | 145  |
| Quellen: Cassini und INSEE |      |      |      |      |      |      |      |      |

## Sehenswürdigkeiten
- Kirche Saint-Christophe (Gemälde des lothringischen Malers Claude Bassot als Monument historique klassifiziert). Die Kirche birgt weitere Ausstattungsgegenstände, die als Monument historique der beweglichen Objekte klassifiziert sind.

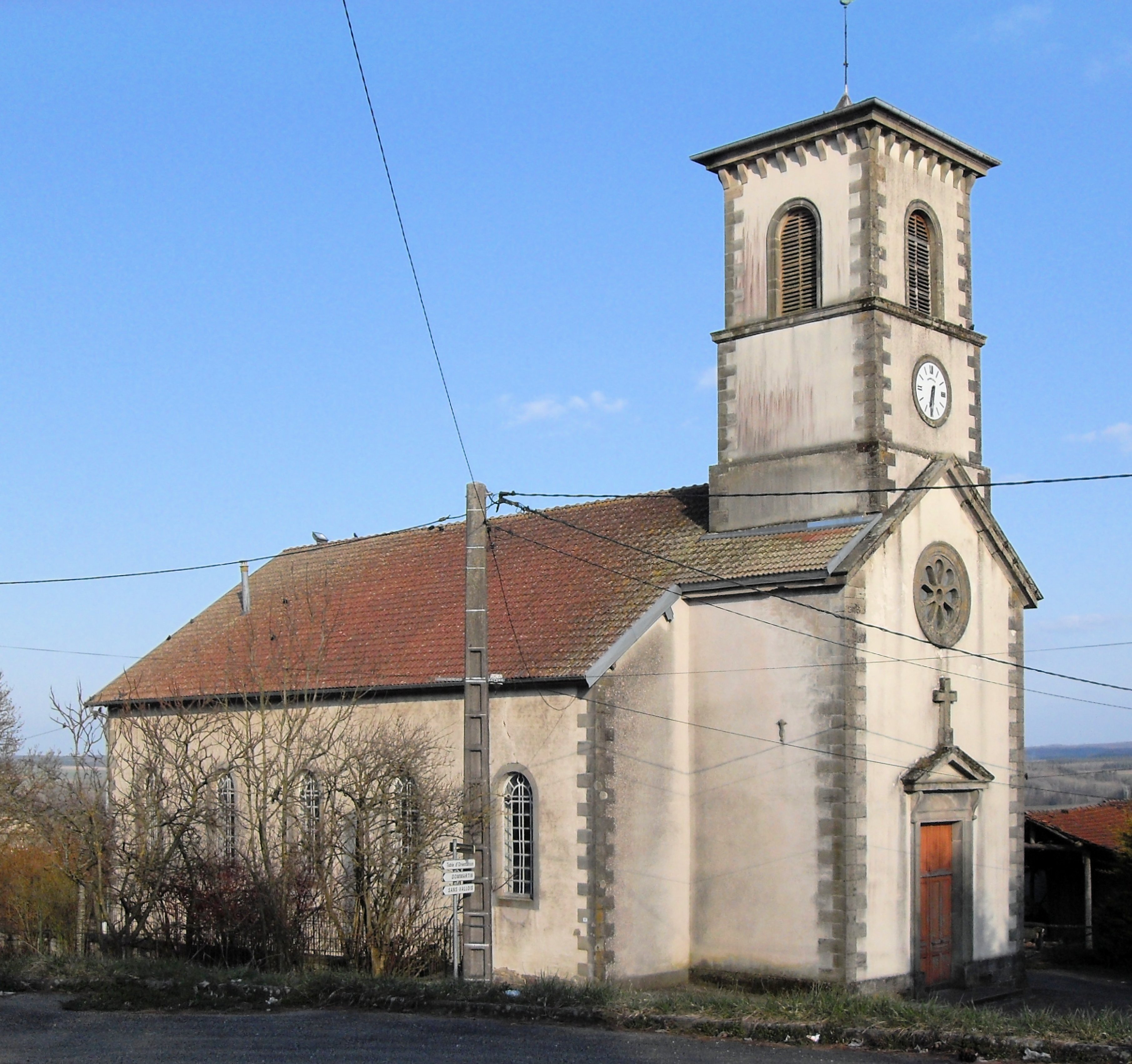
Kirche Saint-Christophe
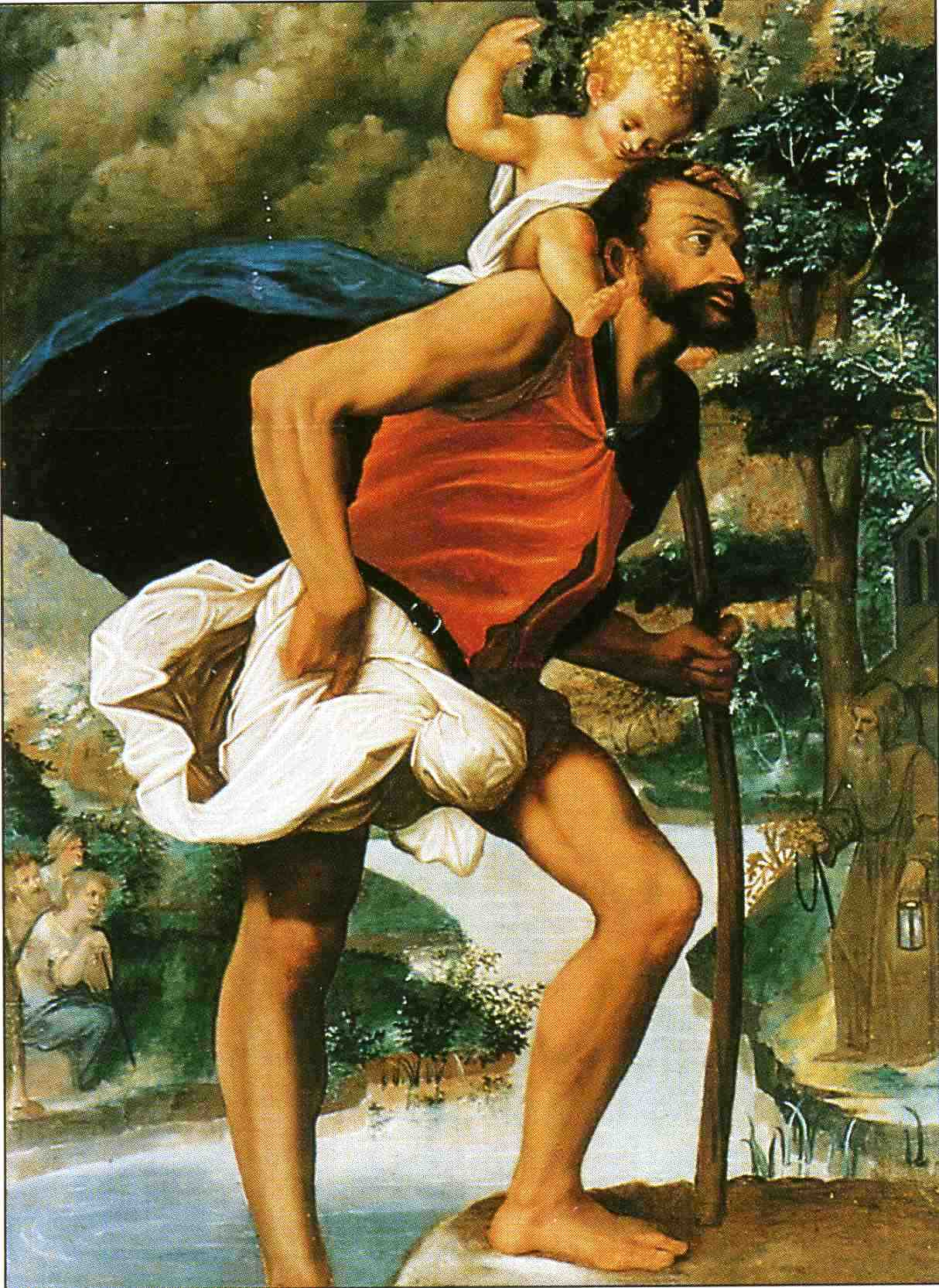
Gemälde von Claude Bassot